# جنی لرد
فیلیس ادیت مری بلیت (زاده ۱۳ فوریه ۱۹۱۲ – درگذشته ۳۱ اکتبر ۲۰۰۱)، که به‌طور حرفه‌ای با نام جنی لِرد شناخته می‌شود، بازیگر بریتانیایی تئاتر، سینما و تلویزیون بود. لیر در منچستر به دنیا آمد و به همراه والدینش به جنوب نقل مکان کردند و او در مدرسه گرامر Maidstone و دانشگاه لندن تحصیل کرد. در سال ۱۹۴۷، لرد با همکارش جان فرنالد ازدواج کرد. آنها یک دختر به نام کارن داشتند.

## فیلم‌شناسی برگزیده
- The Morals of Marcus (1935) - خدمتکار (بی‌اعتبار)
- Auld Lang Syne (1937) - Alison Begbie
- آخرین شانس (۱۹۳۷) - بتی
- مسافری به لندن (۱۹۳۷) - باربارا لین
- چه مردی! (۱۹۳۸) - دیزی پنی فیدر
- لیلی لاگونا (۱۹۳۸) - جین مارشال
- چشمان سیاه (۱۹۳۹) - لوسی
- فقط ویلیام (۱۹۴۰) - اتل براون
- The Lamp Still Burns (1943) - جینجر واتکینز
- قایق‌های نقاشی شده (۱۹۴۵) - مری اسمیت
- مراقب ترحم باشید (۱۹۴۶) - ترودی
- تحت تعقیب برای قتل (1946) - Jeannie McLaren
- نرگس سیاه (۱۹۴۷) - خواهر عسل
- شاهد شما (۱۹۵۰) - مری باکستر، همسر سام
- سالن تاریک طولانی (۱۹۵۱) - خانم. سیمز
- زندگی در دستان او (۱۹۵۱) - ماترون
- گیلبرت هاردینگ صحبت از قتل (۱۹۵۳) - لیندا ماکسول
- چهره در شب (۱۹۵۷) - بیوه پستچی
- توطئه قلب‌ها (۱۹۶۰) - خواهر Honoria
- Village of the Damned (1960) - خانم. هرینگتون
- نقاب‌های مرگ (۱۹۸۴) - خانم. هادسون (فیلم تلویزیونی ایالات متحده)

## تلویزیون
- خط Onedin (3 قسمت) (۱۹۷۲)
- دکتر هو (۱۹۷۴) (سیاره عنکبوت‌ها)
- شانه به شانه (۱۹۷۴) - ماترون از زندان هالووی (بانو کنستانس لیتون)
- ارتش سری (سریال_تلویزیونی) (۱۹۷۴) - بانوی پیر کوچولو (Else Lambrichts)
- لیلی (۱۹۷۸) (نیروی جرسی)
- همه موجودات بزرگ و کوچک (۱۹۸۸) (پارس و گاز گرفتن)
- بازرس مورس (۱۹۹۱) (دومین بار در اطراف) (نقش آخر صفحه)